# Lacul Kamloops
Lacul Kamloops este situat pe cursul râului Thompson River, în provincia canadiană  British Columbia, la vest de orașul Kamloops, în vestul munților Rocky Mountains. Lacul are lățimea de 1,6 km, lungimea de 29 km și o adâncime maximă de 152 m. 
Coordonate: 50° 45′ 27″ N, 120° 51′ 57″ W